# Port lotniczy Stauning Vestjylland
Port lotniczy Stauning Vestjylland – port lotniczy położony w miejscowości Skjern, w Danii.